# Sam Ryder
Sam Ryder (Maldon, Inglaterra, Reino Unido, 1989) é um cantor e uma celebridade da internet britânico que representou o Reino Unido no Festival Eurovisão da Canção 2022.

## Discografia

### EPs
- The Sun's Gonna Rise (2021)

### Singles
- "Set You Free" (2019)
- "Whirlwind" (2021)
- "Tiny Riot" (2021)
- "July" (2021)
- "More" (2021)
- "The Sun's Gonna Rise" (2021)
- "Space Man" (2021)